# Apicectomía
Se entiende por apicectomía a la extirpación quirúrgica de la raíz de la pieza dental y de los tejidos próximos que estén infectados. En específico, es la resección (extirpación) quirúrgica por vía transmaxilar (atravesando la maxila) de un foco (parte infectada) periapical (zona que rodea la raíz del diente) y del ápice dentario (la raíz del diente). El tratamiento quirúrgico de los focos apicales es un tema que ha interesado a los cirujanos bucales de todos los países y es una operación que debe ser de recurso práctico general. Para llevar a cabo esta operación con éxito se requiere del cumplimiento de una serie de detalles quirúrgicos de interés.

## Indicaciones de la apicectomía
La apicectomía está indicada en dientes  con procesos periapicales, siempre que se den las siguientes circunstancias : 
- El fracaso del tratamiento radicular.
- En dientes con dilaceraciones que hagan inaccesible el ápice radicular.
- En dientes que presentan falsos conductos.
- En dientes cuyos conductos se han fracturado y alojado un instrumento de endodoncia.
- En dientes portadores de pívots, jacket-crowns u otras obturaciones que imposibilitan la extracción de las mismas para efectuar un nuevo tratamiento radicular; en ese caso, deberá realizarse la apicectomía y la obturación retrógrada del conducto con amalgama.

## Contraindicaciones de la apicectomía
- La intervención está contraindicada en procesos agudos debido a que la congestión impide la anemia necesaria para que la sangre no moleste al acto operatorio; la anestesia local, en estos casos, es siempre insuficiente.
- No se recomienda en dientes portadores de procesos apicales, que han destruido el hueso, hasta las proximidades de la mitad de su raíz.
- En paradentosis avanzadas, con destrucción ósea hasta su tercio radicular o en las lesiones paradenciales y apicales combinadas.
- En caso de destrucción masiva de la porción radicular.
- Si existe proximidad peligrosa con el seno maxilar.

## Consideraciones sobre el examen radiográfico preoperatorio
Antes de proceder a la realización de la apicectomía es conveniente realizar un examen radiográfico preoperatorio. Dicho estudio se basa en una serie de puntos de interés que son:
- El proceso periapical. Bajo este título deben considerarse: la clase y extensión del proceso; las relaciones con las fosas nasales, con los dientes vecinos y con los conductos u orificios óseos. Se debe realizar con precisión el diagnóstico del proceso periapical, para saber de antemano la clase de lesión que encontraremos después de trepanar el hueso.
- El estado de la raíz. El diente puede estar atacado por caries que han destruido grandes proporciones de la raíz o ésta puede hallarse enormemente ensanchada por tratamientos previos que dan a la raíz gran fragilidad.
- Es menester conocer con precisión la existencia de instrumentos rotos dentro del conducto y las obturaciones o pívots.
- El estado del paradencio.

## La anestesia
La anestesia es de capital importancia para la realización con éxito de la apicectomía. Un alto porcentaje de los fracasos se producen por la utilización de anestesias insuficientes que no permiten realizar con pulcritud los tiempos operatorios. La anestesia tiene que reunir dos condiciones: debe ser anestesia y ha de dar suficiente anemia del campo operatorio como para poder realizar una operación en blanco; esto se consigue usando soluciones anestésicas con adrenalina. 

## La incisión
De las múltiples incisiones preconizadas por los diversos autores destacan las de Wassmund y la de Elkan-Neumann:
- La incisión de Wassmund permite lograr los postulados que para la incisión preconizan los maestros en cirugía bucal: fácil ejecución; amplia visión del campo operatorio; queda lo suficientemente alejada de la brecha ósea como para que los bordes de la herida no sean traumatizados y lesionados durante la operación; y permite, una vez terminada ésta, que la coaptación de los labios de la herida con sutura se realice sobre hueso sano. Esta incisión se puede aplicar con éxito para realizar las apicectomías en los dientes del maxilar superior.

Se realiza de la siguiente manera: con un bisturí de hoja corta se empieza la incisión a nivel del surco vestibular y desde el ápice del diente vecino al que vamos a intervenir, llevando profundamente este instrumento hasta el hueso, para seccionar mucosa y periostio. La incisión desciende hasta medio centímetro del borde gingival y de ahí, evitando hacer ángulos agudos, corre paralela a la arcada dentaria y se remonta nuevamente hasta el surco vestibular, terminando a nivel del ápice del diente vecino del otro lado. No disponiendo de ayudante (y aun en caso de tenerlo), se facilita la maniobra mencionada sosteniendo y separando el labio superior con los dedos índice y medio de la mano izquierda, de esta manera, la encía queda tensa y el bisturí cumple su recorrido sin interrupciones.
En caso de apicectomías de dos o más dientes, se ampliará el largo de la rama horizontal de la incisión en la medida necesaria. Si hay que realizar  la de los dos incisivos centrales, se secciona sin inconvenientes el frenillo; la sutura del colgajo restituirá los tejidos a sus relaciones normales. Para evitar la profusa hemorragia que dan los vasos del frenillo, pasaremos un hilo de sutura en el punto más alto posible, con el que ligaremos temporalmente estos vasos.
- La incisión de Neumann es análoga a la que se practica en el tratamiento  quirúrgico de la paradentosis. Podemos decir que es la incisión que se elige en la mayor parte de los casos, a excepción de las apicectomías en dientes portadores de jacket-crown. Se realiza desde el surco gingival hasta el borde libre, festoneando los cuellos de los dientes y seccionando las lengüetas gingivales. Las incisiones verticales deben terminar en los espacios interdentarios. Esta incisión no se debe emplear en aquellos casos en que el diente a operar es portador de una corona de porcelana u otro tipo de prótesis porque la retracción gingival puede dejar al descubierto la raíz, con los consiguientes trastornos estéticos.

## Desprendimiento del colgajo
Una vez realizada la incisión se ha de separar la mucosa y el periostio subyacente. El ayudante lo sostendrá con un separador de Farabeuf, de Langebeck o Mead, o simplemente con un instrumento romo. El sostenimiento del colgajo es fundamental porque la visión del campo operatorio ha de ser perfecta y no ha de haber interposición en las maniobras operatorias. Además, si el colgajo no está fijo y sostenido puede lesionarse durante la operación, la consecuencia de ello será una cicatrización y un postoperatorio anormales.

## Técnica de la ostectomía
La ostectomía puede realizarse con un escoplo o una fresa. La elección del lugar donde se ha de iniciar la ostectomía es muy importante. Cuando el hueso está destruido, no hay nada más sencillo que agrandar la perforación con una fresa redonda, con escoplo a presión manual o con una pinza gubia de bocados finos. Si el hueso no está perforado es menester ubicar el ápice radicular, en cuyas vecindades se ha de iniciar la ostectomía. El lugar del ápice se determina por examen radiográfico previo, gracias al cual determinaremos la longitud de la raíz. Algunos autores mencionan unos aparatos llamados localizadores que también sirven para determinar el lugar de ubicación del ápice. Un método sencillo consiste en la introducción de un alambre con forma de U, dentro del conducto, aplicando el extremo libre sobre la superficie ósea; dicho extremo nos dará la colocación del ápice.

## Amputación del ápice radicular
Una vez hecha la ostectomía hay que introducir una sonda por el conducto radicular que nos permitirá fijar la posición del ápice. Por otra parte, el examen radiográfico ya nos dará esa ubicación. Antes del raspaje se ha de hacer la sección radicular periapical porque la raíz dificulta estas maniobras. En estos momentos se nos plantearán nuevos problemas en la intervención: ¿Hasta qué altura se ha de seccionar la raíz dentaria? ¿Con qué instrumentos? 
En líneas generales los diferentes autores preconizan que debe cortarse la raíz a nivel del hueso sano porque el raspaje retrorreticular es dificultado por un muñón que emerge en la cavidad ósea. Sin embargo, si se adquiere cierta práctica en raspar las granulaciones que se extienden detrás de la raíz, no hay inconveniente en dejar un trozo grande de muñón sin la suficiente protección ósea (nunca más de un tercio radicular). El hueso de nueva formación lo englobará y cuanta más raíz queda, mayor fijación debe tener el diente apicectomizado.
La sección de la raíz ha de efectuarse con una fresa de fisura N.º 558, el corte ha de dirigirse con un relativo bisel a expensas de la cara anterior. La fresa debe introducirse en la cavidad a una profundidad suficiente para que este instrumento seccione en su totalidad el ápice y no solo la parte anterior de éste. Hay que tener mucho cuidado con la presión que se ejerce sobre la fresa y con el ángulo en que trabaja este instrumento, el motivo es que hay que evitar su fractura, accidente que suele producirse con bastante frecuencia. Si esto ocurre, ha de suspenderse inmediatamente la intervención, posteriormente se aspira la sangre, después se busca la fresa rota y finalmente se extrae.
El empleo del escoplo puede ser peligroso, ya que es posible que ocasione fracturas longitudinales de las raíces o biseles erróneos. Si se procede a su utilización, es menester sostener el diente entre dos dedos para evitar la fractura o el movimiento exagerado del mismo.
Seccionada la raíz y con el ápice en nuestras manos para asegurarnos de que lo hemos seccionado total y perfectamente, debemos dedicarnos a observar el muñón radicular, que nunca debe actuar como un cuerpo irritante, por tanto, es necesario pulirlo y biselar las aristas con cinceles o con fresas redondas.

## Raspado del proceso periapical
Para efectuar el raspado vamos a utilizar cucharillas medianas y filosas  (las cucharillas pequeñas pueden perforar el piso de los órganos vecinos). Con pequeños movimientos vamos a elevar de la cavidad ósea el tejido enfermo. En primer lugar realizaremos una limpieza de la cavidad para detenernos, posteriormente, en aquellos puntos en que puedan quedar tejidos de granulación o trozos de membrana (estos lugares pueden ser la porción retrorradicular, el espacio entre la raíz del diente en tratamiento y la de los vecinos, y la zona adherida a la fibromucosa palatina en caso de haber desaparecido el hueso a este nivel). Para estas zonas si utilizaremos cucharillas pequeñas, que maniobraremos con movimientos enérgicos, para eliminar los trozos de tejidos patológicos.
A esta altura de la operación, lavamos la cavidad ósea con un suero fisiológico tibio, que se proyecta por medio del atomizador o con una simple jeringa de mano, después secamos la cavidad cuidadosamente con una gasa y con el aspirador y pasamos a la obturación del conducto radicular. Para evitar la salida de sangre, que puede humedecer el conducto radicular, obturaremos por breves instantes la cavidad ósea con tapones de gasa. Posteriormente se retira el separador y se desciende provisionalmente el colgajo.

## El tratamiento radicular
El conducto radicular debe ser ensanchado y esterilizado convenientemente para evitar ensanchamientos insuficientes y esterilizaciones insuficientes que supondrían el fracaso de la operación. El ensanchamiento se realiza por medios mecánicos, a través de los ensanchadores o escariadores, o químicamente con ácido fenolsulfónico. La esterilización se obtiene por los métodos que dispone la Endodoncia. 
Para la obturación se emplean indistintamente los conos de gutapercha y los conos de plata. Se lava el conducto con mechas impregnadas en agua oxigenada; se deshidrata con alcohol y aire caliente. Llenado el conducto, se toma el cono de plata o de gutapercha y se introduce con fuerza, tratando de que salga por el orificio superior del conducto. Se esperan unos minutos para el fraguado del cemento. Se vuelve a levantar el colgajo, se coloca el separador y se retiran con cuidado las gasas; observaremos como el cono de cemento emerge de la cavidad ósea, ha de ser fracturado con un suave golpe de escoplo. Después se bruñe el cono con objeto de sellar perfectamente el conducto radicular (si el cono es de plata cortaremos el exceso con una fresa). Algunos autores aconsejan, a continuación,  pincelar la superficie del muñón radicular con nitrato de plata amoniacal para esterilizar la salida de los conductillos radiculares.

## Sutura
La sutura del colgajo es el último de los tiempos de esta operación. Haremos la sutura con pequeñas agujas atraumáticas que manejaremos ayudados por porta-agujas. Como material de sutura empleamos hilo, seda o nailon. Antes de comenzar la sutura es necesario raspar ligeramente los bordes y el fondo de la cavidad para evitar que ésta se llene de sangre.
Los cuidados postoperatorios son fundamentales, se reducen a compresas frías, bolsas de hielo, enjuagues suaves con una solución de agua y sal. Los puntos se retirarán al cuarto o quinto día quedando, por lo general, una cicatrización perfecta.

## Accidentes y complicaciones de la apicectomía
- Insuficiente resección del ápice radicular
- Insuficiente resección del proceso periapical
- Lesión de los dientes vecinos
- Lesión de órganos o cavidades vecinas:
  - Perforación del piso de las fosas nasales
  - Perforación del seno maxilar
  - Lesión de los vasos y nervios palatinos anteriores
  - Lesión de los vasos y nervios mentonianos
- Fractura o luxación del diente en tratamiento
- Perforación de las tablas óseas lingual o palatina